# Шинник (дворец спорта, Днепр)
Стадион «Шинник» в Днепре (ранее Днепропетровск) — культурно-спортивный комплекс, построенный в начале 1970-х годов для работников Днепропетровского шинного завода. Он расположен на проспекте Богдана Хмельницкого, 118, в районе, известном как 12-й квартал.

### История и назначение
Строительство комплекса началось в 1967 году и завершилось в 1973 году. Официальное открытие состоялось 20 апреля 1973 года, приуроченное к дню рождения В. И. Ленина. В советское время «Шинник» стал важным культурным центром для юго-западной части города, предоставляя жителям возможность участвовать в различных кружках, секциях и культурных мероприятиях.

### Реконструкция и современное использование
В 2015 году дворец спорта «Шинник» прошел капитальную реконструкцию, включая обновление коммуникаций, установку освещения по стандартам ФИБА и новых трибун. Это позволило баскетбольному клубу «Днепр» проводить матчи плей-офф Суперлиги в обновленном зале.

### Передача в коммунальную собственность
В 2013 году, в связи с банкротством завода «Днепрошина», культурно-спортивный комплекс «Шинник» был передан в коммунальную собственность города. Это решение обеспечило сохранение работы кружков и секций, а также предоставило возможность дальнейшего развития комплекса как культурного учреждения.